# Lehnsmühlschloss

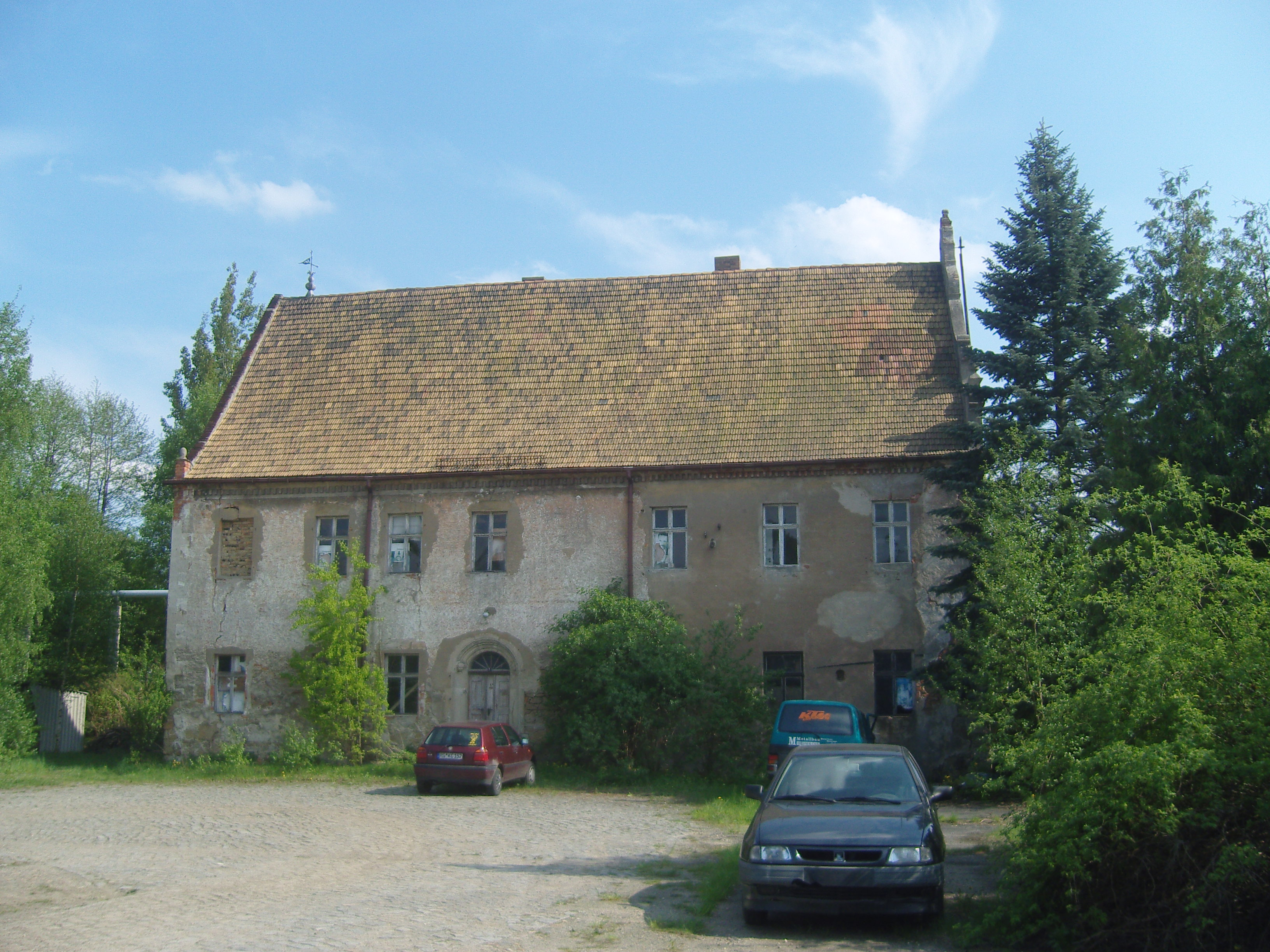
Lehnsmühlschloss (2010)

Das Lehnsmühlschloss (vereinzelt auch Lehnsmühlenschloss) ist ein denkmalgeschütztes Gebäude in der südbrandenburgischen Stadt Ortrand im Landkreis Oberspreewald-Lausitz.

## Geschichte
Die Lehnsmühle bestand aus einer Mühle und einem herrschaftlichen Gut. Das Gebäude des Lehnsmühlschloss wurde 1480 erbaut. Der Gutsbezirk Lehnsmühl war ein landesherrliches Lehen und bestand mit eigenem Niedergericht neben der Stadt Ortrand eigenständig bis 1904 (Lehnsmühle) beziehungsweise 1906 (Schloss). Der Gutsbezirk gehörte standesamtlich zu Großkmehlen. Kirchgang und Schulbesuch waren in Ortrand. Das Stadtgefängnis von Ortrand, das sich unter anderem im Rathaus befand, konnte gegen eine Gebühr genutzt werden. Im Jahr 1578 kauft die Stadt Ortrand vier zum Schlossbezirk gehörende Amtswiesen (Hof-, Frauen-, Kabel- und Kleckwiese). Hans von Krackau wurde 1532 der Schlosswall zur Erbauung eines Wohnhauses übergeben. Die Familie besaß bis 1636 das Lehnsmühlengut. Gemäß einem Kaufvertrag aus dem Jahr 1715 gehörten zum Gut ein steinernes Wohnhaus mit Seitengebäude und Ställen, eine Mahlmühle, sechs Stampen, eine gangbare Bretmühle, eine Gerberwalke, ein Ölschlägel, ein Bleichhaus sowie der Schützengarten am Walkteich, ein Weinberg, eine Scheune in Kraußnitz, ein Vorwerk und Äcker und Wiesen. Acht Untertanen des Gutes und deren Häuser hatten jeder vier Tage im Jahr zu dienen und zwanzig Groschen Erbzins zu zahlen. In der Mühle bestand Mahlzwang für die Ortrander Bäcker, das Malzmahlen und Malzfuhren.
Im Jahr 1912 wurde das Gebäude bei einem Brand beschädigt. Zu DDR-Zeiten wurde das Gebäude vom VEB Holzverarbeitungswerk Ortrand als Wohnhaus und Lagerraum genutzt.

## Baubeschreibung

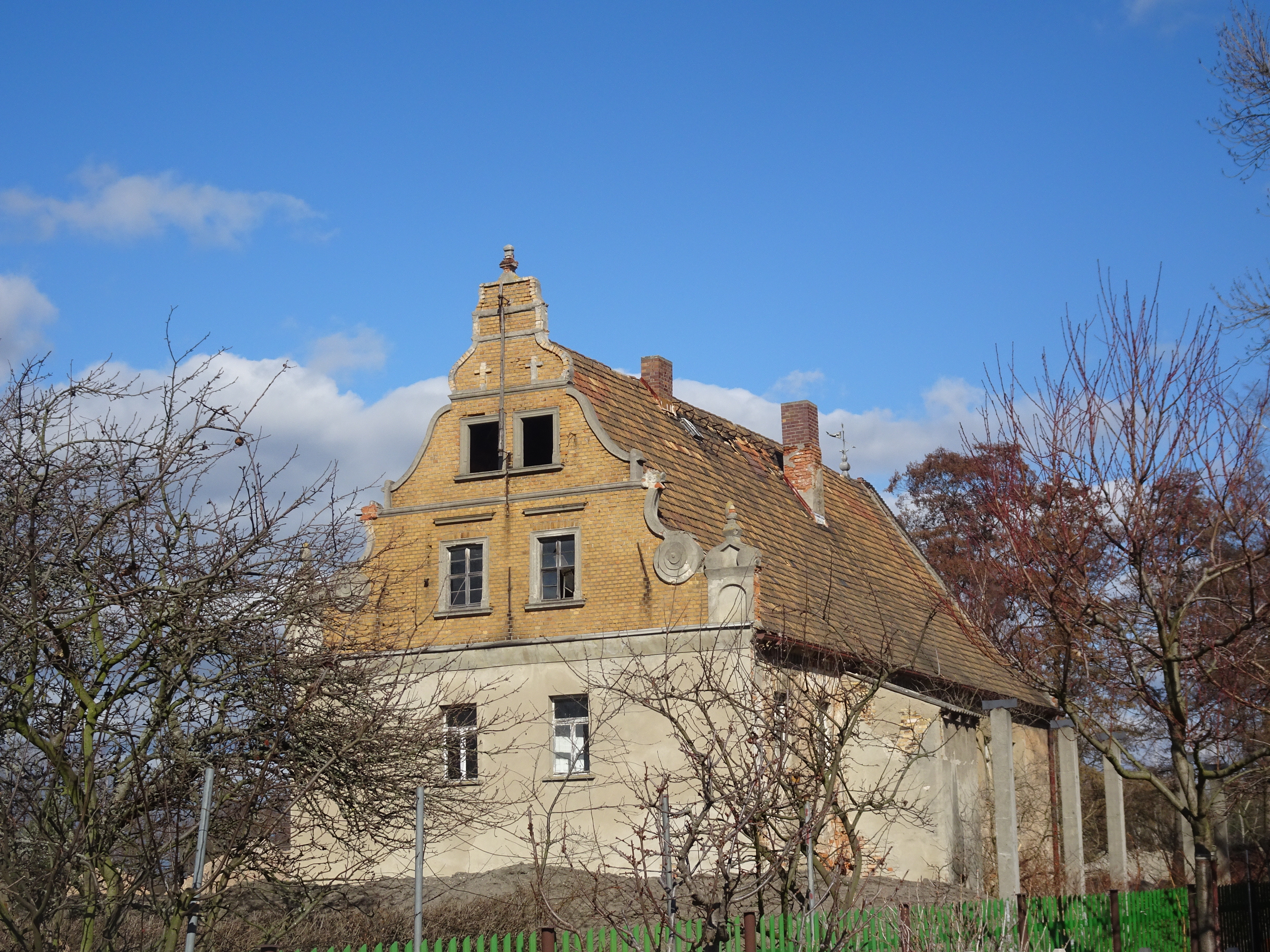
Südansicht mit Giebel

Das Gebäude ist zweigeschossig mit einem Satteldach. Die Frontansicht ist schlicht, sie besteht aus Back- und Bruchsteinen und ist verputzt. In Traufhöhe ist sie mit einem Zahnschnitt verziert. Am Sandsteinportal befinden sich zwei Sitzruhen. Die Einfassung ist durch drei Hohlkehlen geteilt, an der obersten befindet sich eine Eierstabranke, und ist mit zwei Engelköpfen verziert. Die Einfassung trägt eine Halbbogenarkade.
Der ursprüngliche Renaissancegiebel ist in Klinkerbauweise ausgeführt und von durchlaufenden Simsreihen aufgegliedert. Am unteren Giebelansatz gibt es je eine Volute und zwei Blendbögen.
Die Flurhalle ist Sandsteinplatten ausgelegt. Von hier führen die Eingänge in die ehemalige Küche sowie in das Jagdzimmer und in das Große Zimmer. Über der Tür zum Großen Zimmer befindet sich ein Zierglied, aus einer schildartigen Fläche und einem Rahmen aus Schmuckmotiven. Auf dem Schild ist das Bild einer Ährenleserin. Profane Malereien sind noch im Gebäude erkennbar.
Der Keller des Gebäudes ist schmal und klein und wirkt gangartig. Dies nährte die Vermutung, dass es sich dabei um einen Geheimgang zur Begräbniskirche handle. Aufgrund der nahegelegenen Pulsnitz konnte der Keller jedoch nicht tief und groß angelegt werden.